# Ereorde van de Gele Ster

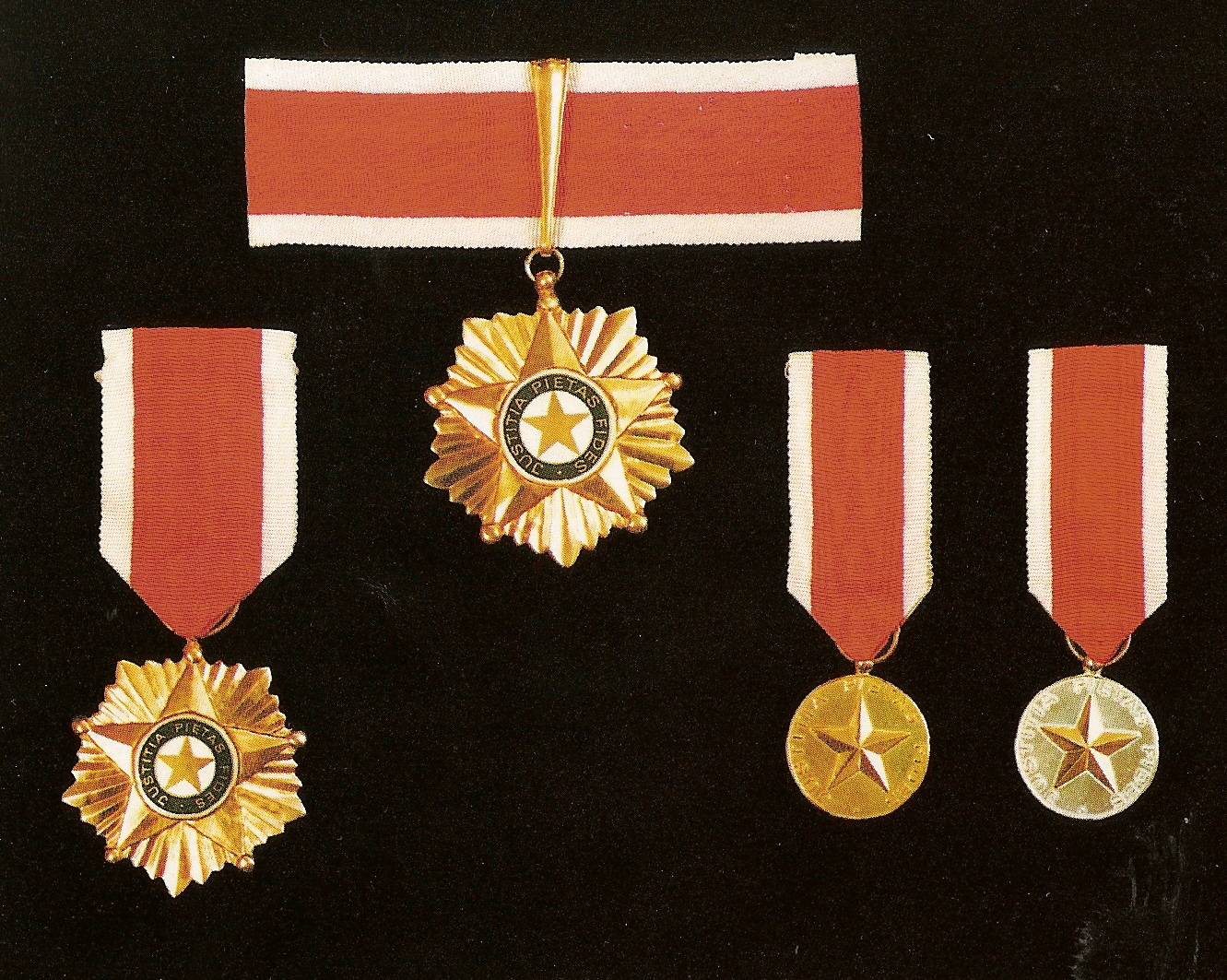
De Ereorde van de Gele Ster en ere-medaille van de Gele Ster in goud en zilver

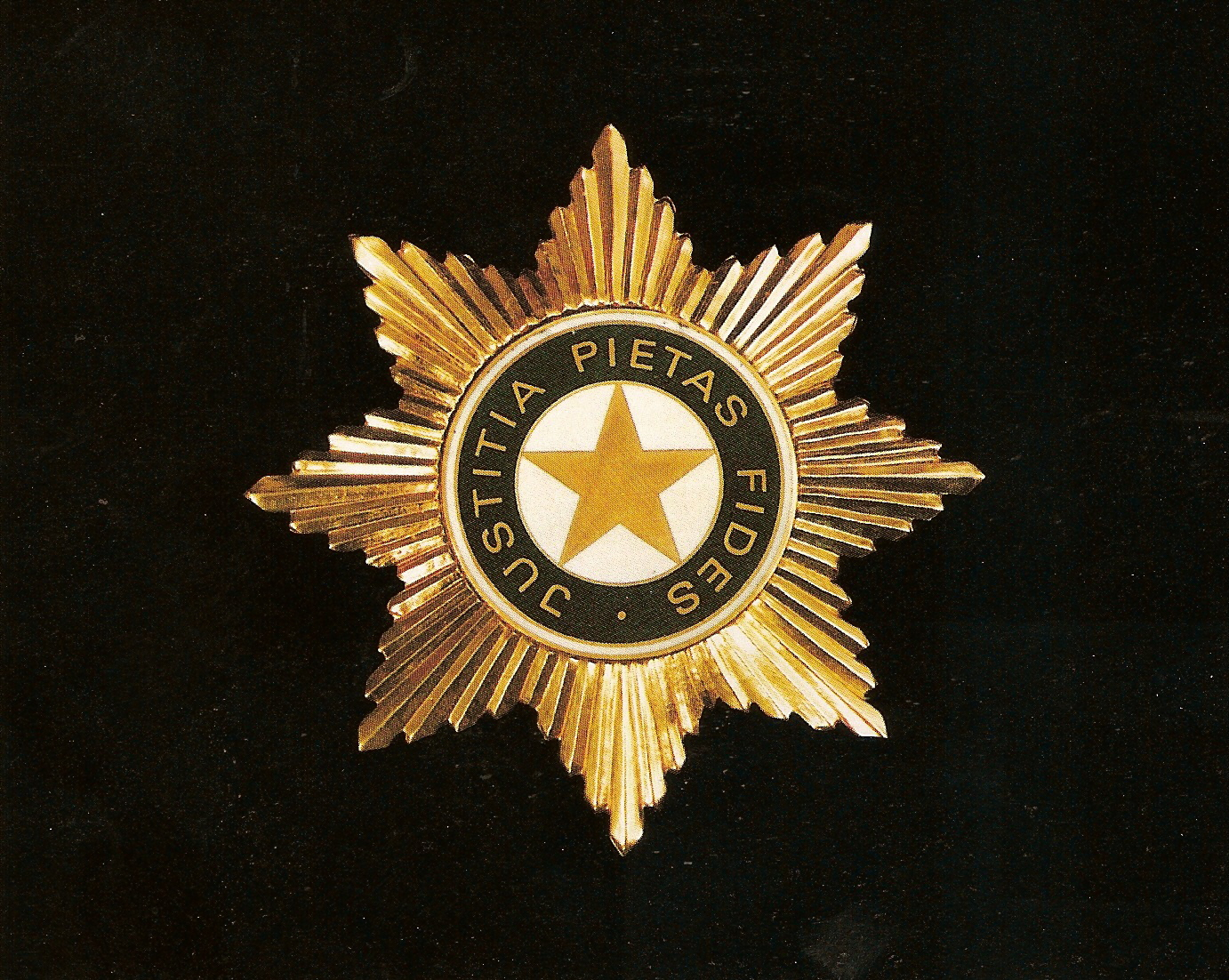
De Ereorde van de Gele Ster voor de Drager Grootlint

De Ereorde van de Gele Ster is de hoogste Surinaamse orde van verdienste. Deze ridderorde werd ten tijde van de onafhankelijkheid van Suriname in 1975 ingesteld om de Orde van de Nederlandse Leeuw en de Orde van Oranje-Nassau te vervangen. De orde wordt voor verdiensten voor de staat en het volk toegekend en wordt ook aan vreemdelingen verleend. De Surinaamse president is de Grootmeester van de orde.

## De graden
- Grootlint
- Grootofficier
- Commandeur
- Officier
- Ridder

Het kleinood van de orde is een geëmailleerd gouden wapen van Suriname, met dragers en lint.
De keten van de orde is van een heel bijzonder model; gouden schakels in de vorm van "Sen" en gouden sterren zijn met een dunne ketting met elkaar verbonden. De keten rust op een halfrond geplooid lint van de orde dat uitloopt in twee strikken. De strikken worden op de schouders gedragen.
Het lint van de orde is rood met een wit-groene bies.